# Били Уест
Уилям Ричард „Били“ Уест (на английски: Billy West) е американски актьор. Активно се занимава с озвучаване.

## Кариера
Започва кариерата си като музикант и китарист. През 90-те години е член на екипа на „Шоуто на Хауърд Стърн“.
Първата му роля в озвучаването е Сийсъл в „Новите приключения на Бийни и Сийсъл“ през 1988 г. Известен е с озвучаването си в „Рен и Стимпи“, „Дъг“, „Истерия!“ и „Футурама“.
Той е гласът на Бъгс Бъни в „Космически забивки“ и Елмър Фъд в „Шантави рисунки: Отново в действие“, „Шоуто на Шантавите Рисунки“ и други продукции на Уорнър Брос, Уест озвучава Уди Кълвача в „Новото шоу на Уди Кълвача“, Биполярният мечок в Queer Duck, малката машинка Скийтс, помощника на Бустър Голд, в Анимационната вселена на ДиСи, Г-н Разински в „Моят живот като робот тийнейджърка“, Срамежливко в „7 Д“ и Сорсерио, Кралят на елфите и палячото в „Дисенчантмент“.

## Личен живот
Женен е за Вайълет Уест, но по-късно се развеждат.
На 16 септември 2019 г. Били Уест разкрива, че има аутизъм по време на гостуването си на подкаста на Гилбърт Готфрид.